# 演劇集団青の会
演劇集団 青の会（えんげきしゅうだん あおのかい）は、日本の俳優養成所。主宰は小林聖祥。所在地は三重県鈴鹿市。

## 概要
三重県にて行われていた小林聖祥の演劇ワークショップに集う俳優たちによって劇団発足。
2019年6月より劇団員の公募を開始。2019年11月に立ち上げ。
新劇の台詞術の基本と肉体術を学ぶための養成機関である。